# Vodice (Croatie)
Pour les articles homonymes, voir Vodice.
Vodice est une ville et une municipalité située au nord de la Dalmatie centrale, dans le comitat de Šibenik-Knin, en Croatie. Au recensement de 2001, la municipalité comptait 9 047 habitants, dont 94,79 % de Croates et la ville seule comptait 6 116 habitants.
Vodice constitue une importante destination touristique en Croatie ; de fait, la majeure partie de la population travaille à l'accueil des visiteurs, notamment dans les hôtels, motels et pensions de la ville.

## Histoire
Vodice est mentionnée pour la première fois en 1402, même si les fouilles archéologiques ont montré qu'une ville romaine du nom de Arausa se trouvait déjà à cet emplacement. Son nom dérive d'un mot croate signifiant « les sources d'eau », en raison des nombreuses sources qui se trouvent dans ce secteur. La ville possède encore des fortifications datant de l'Empire ottoman, notamment la tour Coric. Parmi les autres monuments importants de la ville, on peut signaler l'église de la Sainte-Croix, construite en 1421, et l'église paroissiale du centre ville, construite en 1746.

## Localités
La municipalité de Vodice compte 9 localités : 
| - Čista Mala - Čista Velika - Gaćelezi - Grabovci - Prvić Luka | - Prvić Šepurine - Srima - Tribunj - Vodice |

## Tourisme
Outre ses églises et les fortifications turques, Vodice possède un certain nombre de rues anciennes. Sur la colline voisine de Okit, les habitants qui fuyaient les invasions turques ont fondé une localité ; on y trouve la chapelle Notre-Dame-de-Grâce, construite en 1660. Vodice possède plusieurs plages, de galets, de sable ou de ciment.

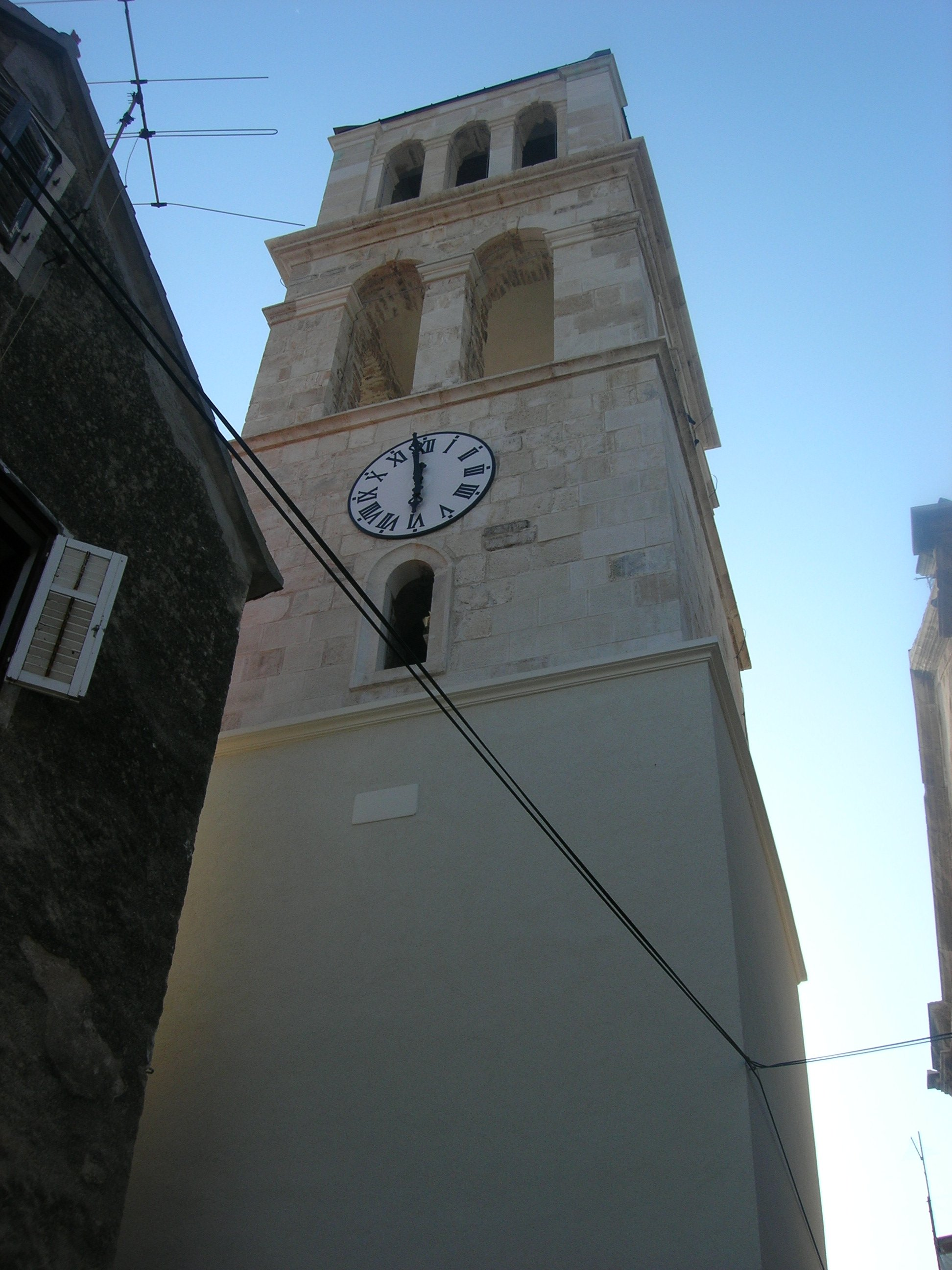
Une église à Vodice
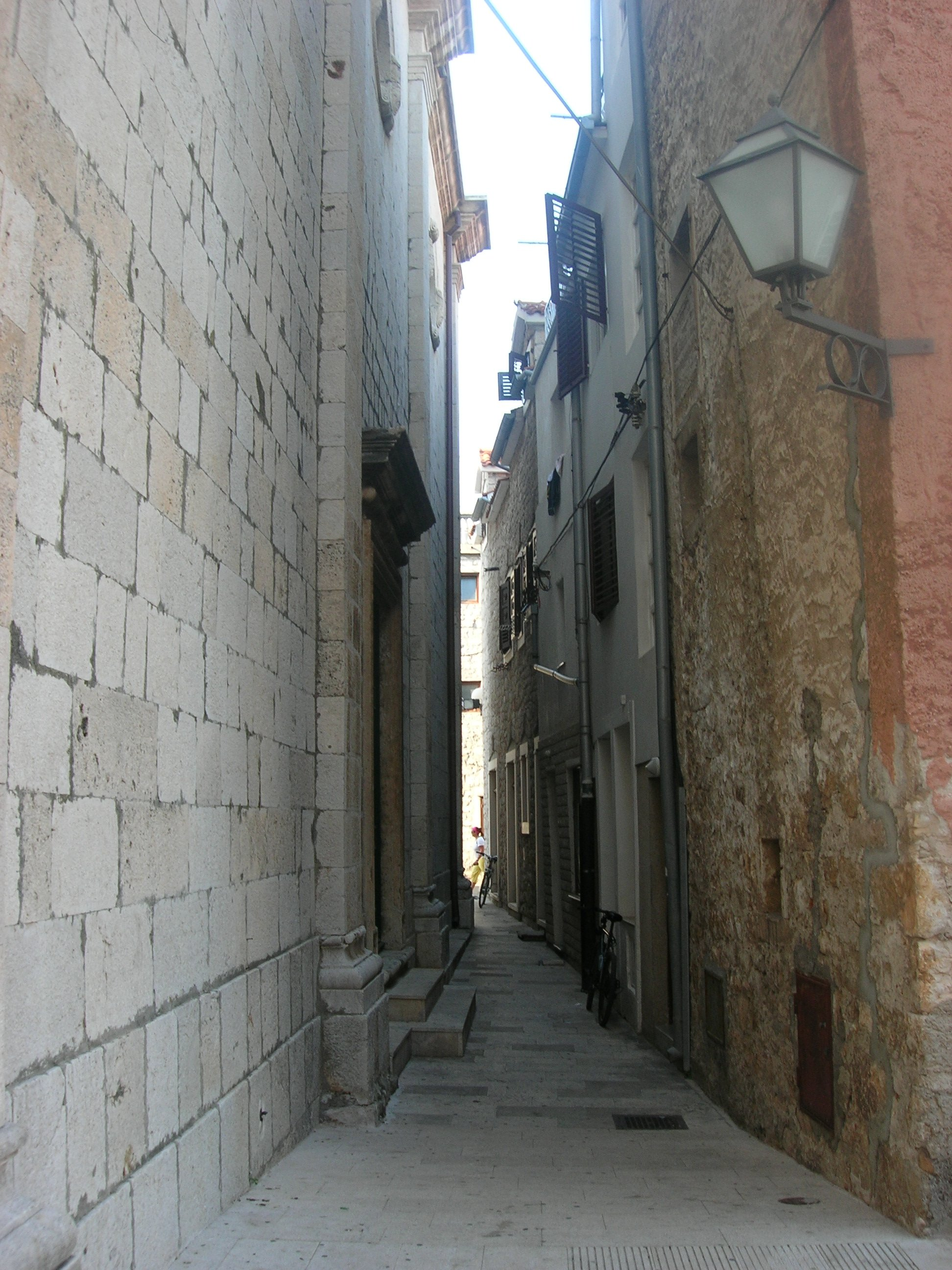
Une rue ancienne
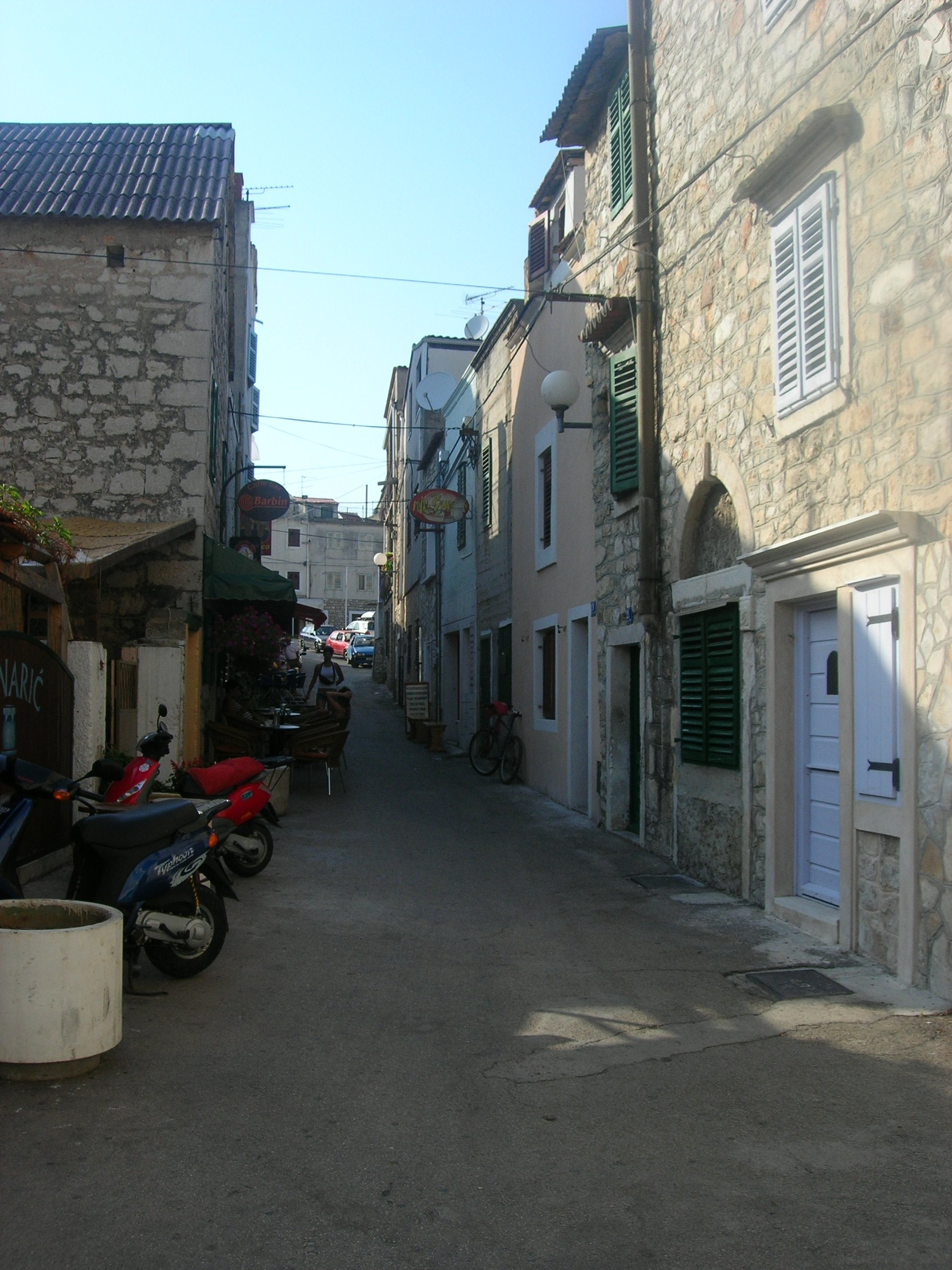
La vieille ville
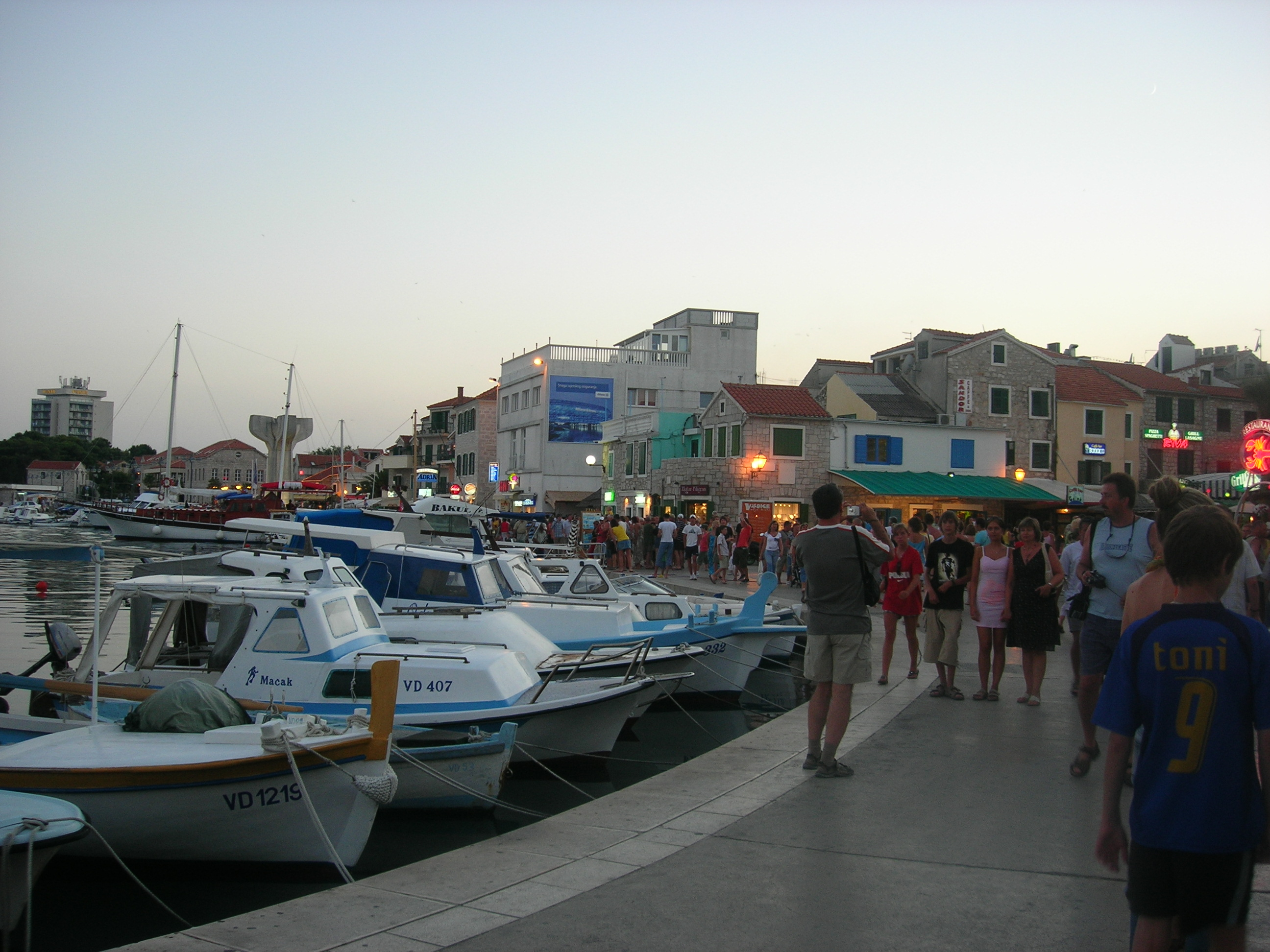
La promenade
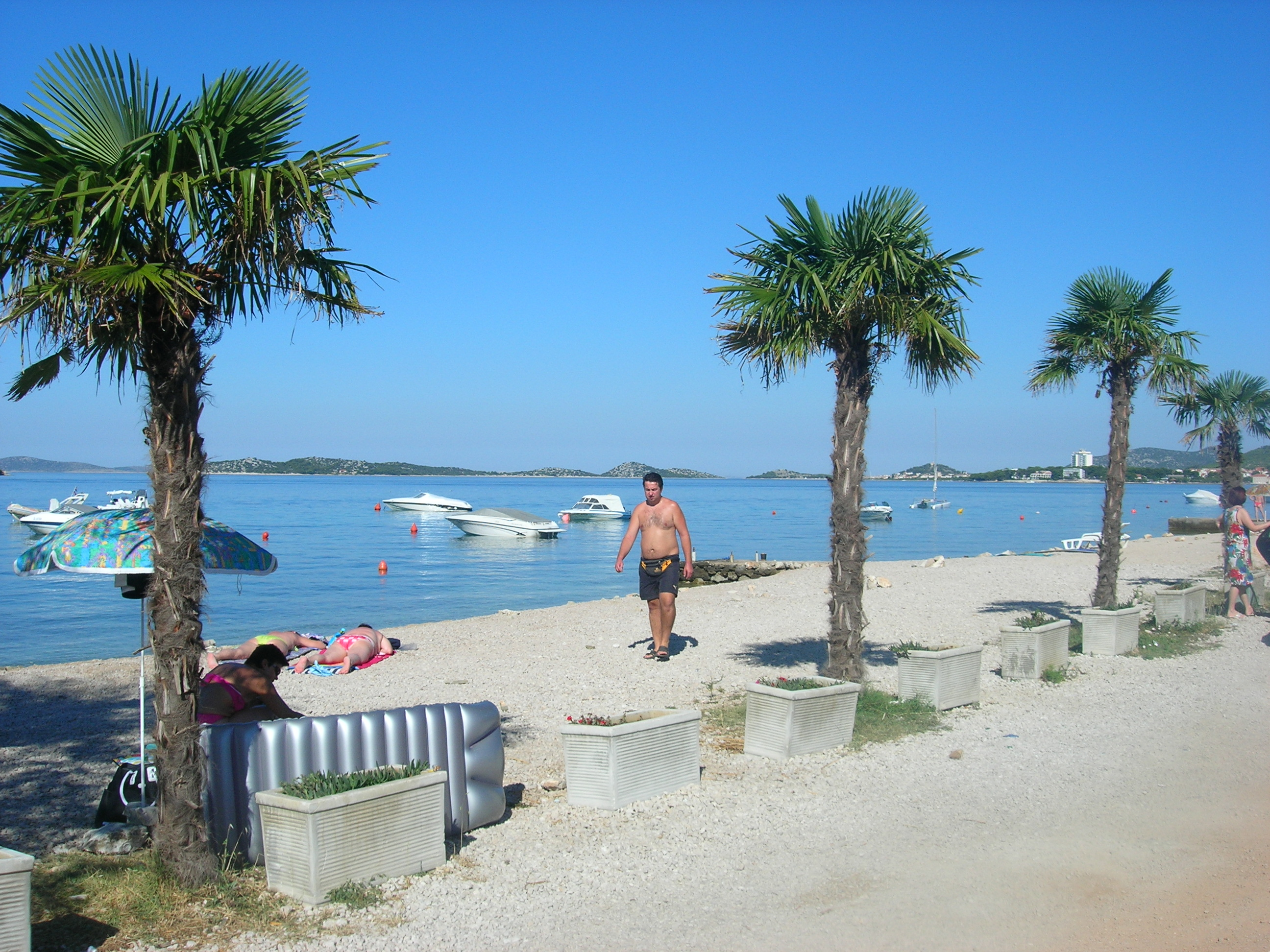
La plage

## Personnalités
Vodice est la ville natale du dramaturge croate Ivo Brešan, né en 1936.
La ville de Vodice est également connue pour sa Villa Jadranka, dont le propriétaire n'était autre que Michel Galabru. La villa est voisine de celle de Richard Anconina, lui aussi, grand amoureux de la Dalmatie.